# Microbrasserie de Bellechasse
 (mai 2021).
Si vous disposez d'ouvrages ou d'articles de référence ou si vous connaissez des sites web de qualité traitant du thème abordé ici, merci de compléter l'article en donnant les références utiles à sa vérifiabilité et en les liant à la section « Notes et références ».
La Microbrasserie de Bellechasse est une coopérative brassicole située en plein cœur du village de Notre-Dame-Auxiliatrice-de-Buckland, au Québec (Canada). Son président en 2018 est le maître-brasseur Gabriel Paquet.

## Structure démocratique
La Microbrasserie de Bellechasse ainsi que le Pub de la Contrée sont administrés par La Brasserie de la Contrée de Bellechasse, coop de solidarité. À la fondation, il s'agissait d'une coopérative de solidarité ayant trois niveaux de membres: membre-travailleur, membre-producteur et membre de soutien mais depuis 2023, la structure a changé pour coopérative de travailleur. 

## Historique
La coopérative fut constituée le 28 janvier 2013 et l'inauguration officielle fut tenue le 7 novembre 2013 au Pub de la Contrée. La Microbrasserie de Bellechasse est le premier projet issu de la Contrée en Montagne dans Bellechasse, un organisme à but non lucratif dont l'objectif est de revitaliser le territoire de la Contrée en Montagne dans Bellechasse, composée des villages de St-Léon, St-Nazaire, Buckland et St-Philémon. Elle est ouverte depuis automne 2013. 
Ses dirigeants ont été les co-présidents d'honneur du Défi OSEntreprendre Chaudière-Appalaches en 2023.

## Localisation
La Microbrasserie de Bellechasse ainsi que le Pub de la Contrée sont situés dans d'anciens locaux de la caisse Desjardins. Le décor du pub a été entièrement revitalisé par l'artiste Aurélien Biet.

## Récompenses
- Prix des Offices jeunesse internationaux du Québec (LOJIQ) dans la catégorie « Développement régional » en 2014[3].
- Prix RateBeer de la meilleure nouvelle microbrasserie au Québec 2014[11].
- Médaille d'Argent au Prix du Public 2015 pour la bouteille de St-Michel (triple blonde Belge)[12].
- Médaille d'Or au Prix du Public 2017 pour la bouteille de St-Michel (triple blonde Belge)[13].
- Lauréat régional Réussite inc. 2022 du concours Ose entreprendre.

## Bières
Les produits suivants ont été mis en marché:
- La Rochdale (collaboration avec La Barberie / Le Temps d’une pinte et À la fût)
- La Saint-Joseph (collaboration avec Le Griendel)
- Les Grands Bois Session India Pale Lager
- Herbosophie (collaboration avec le Noctem)
- IPA douce de St-Anselme
- Apfelbier de la Contrée
- Dunkel de St-Charles
- Best Bitter de St-Raphael
- Bière de Bellechasse
- Bière belge multigrain de St-Lazare
- Blanche de Honfleur
- Blonde d’Abbaye de St-Michel
- Blonde de la Durantaye
- Bock de St-Nazaire (Hiver)
- Braggot de St-Philémon
- Brown Ale de St-Henri
- Coffee Stout de Ste-Claire
- Dampfbier de St-Vallier
- Double Belge de Buckland
- Dunkelweizen de Beaumont
- Festbock de St-Nazaire (Été)
- IPL de St-Damien
- Kölsch de Bellechasse
- Lager de St-Léon
- Landbier de St-Jean-Port-Joli (collaboration avec Ras L’Bock)
- Maibock de St-Nazaire (Printemps)
- Marzen (Oktoberfestbier) de St-Nazaire
- Pils Moderne des Etchemins
- Rauchbier de St-Nérée
- Robust Porter de St-Paul
- Roggenbier des Abénakis
- Sahti de la Contrée
- Schwarzbier de St-Malachie
- Scottish d’Armagh
- St-Ale "X" du Pub St-Alexandre
- St-Luc de Bellechasse
- Tenemu (bière égyptienne)
- Vienna de St-Gervais
- Weissbier de St-Magloire
- Wiessbier de St-Magloire (Kolsch de blé)
- Zoiglbier de St-Euphémie
- Bellechasse St-Baltique (collaboration avec Noctem / Le Projet)